# A Blizzard Entertainment játékainak listája
Ez a lista a Blizzard Entertainment által kiadott játékokat sorolja fel.

## Kiadott termékek

### Warcraft-univerzum
- 1994 – Warcraft: Orcs & Humans
- 1995 – Warcraft II: Tides of Darkness
- 1996 – Warcraft II: Beyond the Dark Portal
- 2002 – Warcraft III: Reign of Chaos
- 2003 – Warcraft III: The Frozen Throne
- 2004 – World of Warcraft
- 2007 – World of Warcraft: The Burning Crusade
- 2008 – World of Warcraft: Wrath of the Lich King
- 2010 – World of Warcraft: Cataclysm
- 2012 – World of Warcraft: Mists of Pandaria
- 2013 – Hearthstone: Heroes of Warcraft
- 2014 – World of Warcraft: Warlords of Draenor
- 2016 – World of Warcraft: Legion
- 2018 – World of Warcraft: Battle for Azeroth

### StarCraft-univerzum
- 1998 – StarCraft
- 1998 – StarCraft: Brood War
- 2010 – StarCraft II
- 2013 – StarCraft II: Heart of the Swarm
- 2015 – StarCraft II: Legacy of the Void

### Diablo-univerzum
- 1996 – Diablo
- 2000 – Diablo II
- 2001 – Diablo II: Lord of Destruction
- 2012 – Diablo III
- 2013 – Diablo III: Reaper of Souls
- 2023 – Diablo IV

### Egyéb
- 1992 – The Lost Vikings
- 1993 – Rock n' Roll Racing
- 1994 – Blackthorne
- 1997 – The Lost Vikings II
- 2014 – Hearthstone: Heroes of Warcraft
- 2015 – Heroes of the Storm
- 2016 – Overwatch
- 2022 – Overwatch 2

## Kiadatlan termékek

### Törölt termékek
- Warcraft Adventures: Lord of the Clans – 1998. május 22-én

### Korlátlanul elhalasztott termékek
- StarCraft: Ghost – 2006. május 24-én